# Cantó de Vorèi
El cantó de Vorèi és un cantó francès del departament de l'Alt Loira, situat al districte de Lo Puèi de Velai. Té 7 municipis i el cap és Vorèi.

## Municipis
- Beaulieu
- Chamalières-sur-Loire
- Mézères
- Roche-en-Régnier
- Rosières
- Saint-Pierre-du-Champ
- Vorèi

## Història
| Data d'elecció                           | Identitat        | Partit                        | Qualitat |
| ---------------------------------------- | ---------------- | ----------------------------- | -------- |
| 1964-1976                                | M. Ranchoux      | Divers gauche                 |          |
| 1976-2008                                | Adrien Gouteyron | UDR, després RPR, després UMP |          |
| 2008-                                    | Georges Boit     | UMP                           |          |
| les dades anteriors no són pas conegudes |                  |                               |          |
|                                          |                  |                               |          |